# Arșița, Mureș
Arșița este un sat în comuna Hodac din județul Mureș, Transilvania, România.